# Uncorked (2020)
Uncorked is een Amerikaanse dramafilm uit 2020, geregisseerd en geschreven door Prentice Penny.

## Verhaal
Elijah behoort tot een familie uit Memphis, wiens restaurantbedrijf zich concentreert op barbecues. Hij heeft echter een andere ambitie voor zijn carrière, die van sommelier worden. Zijn vader verwacht dat hij op een dag het bedrijf zal overnemen. Als tijdens zijn studie in Parijs zijn moeder ziek wordt en overlijdt, is hij vastbesloten om zijn droom na te jagen.

## Rolverdeling
| Acteur            | Personage |
| ----------------- | --------- |
| Mamoudou Athie    | Elijah    |
| Courtney B. Vance | Louis     |
| Niecy Nash        | Sylvia    |
| Matt McGorry      | Harvard   |
| Sasha Compère     | Tanya     |
| Gil Ozeri         | Richie    |
| Matthew Glave     | Raylan    |

## Release
De film stond oorspronkelijk gepland op 14 maart 2020 op het festival South by Southwest, maar werd echter van het festival gehaald vanwege de COVID-19-pandemie. De film werd op 27 maart 2020 uitgebracht door Netflix.